# Bas-Mauco
Bas-Mauco è un comune francese di 318 abitanti situato nel dipartimento delle Landes nella regione della Nuova Aquitania.

## Società

### Evoluzione demografica
Abitanti censiti